# Der bunte Schleier (1934)
Der bunte Schleier (Originaltitel: The Painted Veil) ist ein US-amerikanischer Spielfilm mit Greta Garbo unter der Regie von Richard Boleslawski aus dem Jahr 1934. Die Handlung orientiert sich in groben Zügen an dem gleichnamigen Roman von W. Somerset Maugham.

## Handlung
Die junge Österreicherin Katrin Körber lebt ein unkonventionelles Leben und will nicht heiraten. Am Ende willigt sie jedoch ein, den englischen Arzt Dr. Walter Fane zu ehelichen. Ihr Mann hat sich dem Kampf gegen die Cholera verschrieben und siedelt mit seiner Frau nach China über. An Bord des Schiffs, das sie nach Asien bringt, lernt Katrin, die sich mit ihrem Ehemann bereits jetzt zu langweilen beginnt, den Diplomaten Jack Townsend kennen, der ihr den Hof macht. In Hongkong beginnt Katrin schließlich eine Affaire mit Jack, was zu Spannungen in ihrer Ehe führt. Katrins romantische Hoffnungen auf eine Ehe mit Jack zerschlagen sich allerdings rasch. Tief enttäuscht folgt die junge Frau ihrem Ehemann ins Landesinnere. Katrin beginnt schließlich, in einem Kloster die dortigen Nonnen bei der Versorgung von kranken Kindern zu unterstützen. Als Walter anordnet, die Häuser der Bevölkerung zu verbrennen, um so die Ausbreitung der Seuche zu verhindern, entstehen Unruhen, bei denen Walter verletzt wird. Schließlich erkennt Katrin am Krankenlager ihres Mannes dessen menschliche Größe.

## Hintergrund
Nach dem künstlerischen und finanziellen Triumph von Königin Christine aus dem Vorjahr war Der bunte Schleier eine Rückkehr zu der Formel, die die meisten von Garbos Stummfilm gekennzeichnet hatte: die langleidende Ehefrau, die zwischen dem treuen, aber langweiligen Ehemann und dem aufregenden, leidenschaftlichen Geliebten hin- und hergerissen ist. Das Drehbuch basierte auf einer wenig erfolgreichen Geschichten von Maughan und merzte aus dem Skript jeden Ansatz von Sozialkritik aus, die der Autor im Roman an dem Auftreten der Europäer in China offen geübt hatte. Das Studio hatte zudem große Probleme mit der endgültigen Fassung. Erste Previews waren enttäuschend und hatten einen umfangreichen Neu-Schnitt des Materials zur Folge.
Der Regisseur Richard Boleslawski, der 1932 bereits die aufwändige Produktion Rasputin: Der Dämon Rußlands mit allen drei Barrymore-Geschwistern gedreht hatte, war bekannt für eine eher behäbige und langsame Erzählstruktur. Er tat sich daher schwer mit einem Sujet, das in der Adaption mehr erzählerisches Tempo und Elan gebraucht hätte. Am Ende stand eine sehr detailreich geschilderte Dreiecksgeschichte, die vor einer opulenten Studio-Chinoiserie hauptsächlich dazu diente, der Darstellerin möglichst viele Kostümwechsel zu gestatten. Im Verlauf der Handlung trägt Garbo viele verschiedene Hutmodelle, darunter einen Turban, ein Barett, das sehr populär wurde, jedoch zu keinem Zeitpunkt den titelgebenden Schleier.
Eine Textzeile wurde besonders bekannt. Katrin wird zu Beginn von ihrer Mutter aufgefordert zu heiraten. Sie wählt Dr. Fane und meint zu ihrer Entscheidung, die für die Familie etwas überraschend kommt mit einem tiefen Seufzer:

„Besser man hat etwas, was einen in Anspruch nimmt, als [--lange Pause--] man hat nichts dergleichen.“

Den Rang von Greta Garbo als damals wohl berühmtesten Filmstar der Welt zeigt der Eröffnungstitel, der mit ihrem Nachnamen GARBO in riesigen Blockbuchstaben auf der Leinwand beginnt.

## Kinoauswertung
Mit Produktionskosten von gut 947.000 US-Dollar lag der Film über dem MGM-Durchschnittsaufwand. Er war an der Kinokasse ein Reinfall und spielte in den USA nur 538.000 US-Dollar ein, was fast die Hälfte weniger als die vorherigen Einnahmen darstellte. Außerhalb der USA erbrachte der Film ein Ergebnis von 1.120.000 US-Dollar und somit eine kumulierte Einspielsumme von 1.658.000 US-Dollar. Am Ende wies der Film einen mageren Gewinn in Höhe von 138.000 US-Dollar auf.

## Kritik
Die meisten Kritiker waren von Greta Garbos Darstellung angetan, wenn auch gelegentlich der Vorwurf zu hören war, Garbo sei zu glamourös, um eine altjüngferliche Frau darzustellen.
Andre Sennwald war in seiner Kritik vom 7. Dezember 1934 in der New York Times angetan:

„(Der bunte Schleier) erlaubt es Greta Garbo erneut über die emotionalen Niederungen zu triumphieren, die das Studio immer wieder für sie herstellt.“

Um einiges kritischer äußerte sich Louella Parsons, die auf die grundsätzlichen Probleme des Films zu sprechen kam:

„Greta Garbo, nur als Garbo angekündigt, kehrt mit ‚Der bunte Schleier‘ zurück auf die Leinwand. Ein Garbo-Film, ob gut oder schlecht, wird von ihren begeisterten Anhängern immer als großes Ereignis gefeiert. Die gestrige Premiere war keine Ausnahme von dieser Regel. ‚Der bunte Schleier‘ ist nach einem erfolgreichen Re-Editing und einem neuen Schnitt viel besser als die ursprüngliche Fassung. Waren die Zuschauer der Previews zunächst wenig angetan von dem Streifen, so muss ich doch sagen, dass ich angenehm überrascht war, hatte ich doch einen langweiligen Film erwartet. Zugegeben, der Stoff ist kein echtes Garbo-Thema. Der Film entspricht auch nicht dem üblichen Standard, den man von MGM erwarten kann, ist aber dennoch kein ausgewachsener Flop. Ohne die hervorragenden Schauspieler würde es sich jedoch bloß um zweitklassige Unterhaltung handeln. Garbo sieht wie immer fantastisch aus, obwohl sie unmögliche Kostüme und lächerliche Hüte tragen muss. Ihre Darstellung einer reumütigen Ehefrau ist interessant ohne direkt überzeugend zu wirken. Einige der Szenen, die in China spielen sind gut gemacht, doch die meisten machen einen künstlichen und statischen Eindruck, so dass der gesamte Streifen wenig authentisch wirkt. Richard Boleslawski, der Regisseur, ist gehemmt durch die übertriebene Melodramatik des Stoffs und den kompletten Mangel an Humor.“